# 郭俊彦
郭俊彦（1926年—2018年），男，上海人，中国植物生理學家，中国科学院华南植物研究所所长。广东省政协常委。第六、七届全国人大代表。

## 生平
1926年11月生于上海。1947年毕业于上海圣约翰大学植物生产系，1949年赴美国留学，1953年获密西根州立大學农学博士学位，后在芝加哥大学工作。1955年放弃在美工作机会，决定回国。1955年8月回国后，被派到广州中国科学院华南植物研究所工作，被聘为副研究员。1983年至1987年，任中国科学院华南植物研究所长。
郭俊彦主持并参与的“三叶橡胶抗寒生理研究”获得了1982年国家科技发明奖一等奖。
2018年8月17日在广州去世。